# اريك لويد
اريك لويد (بالإنجليزية: Eric Lloyd)‏ (و. 1986 – م) هو ممثل، من الولايات المتحدة الأمريكية، ولد في غلينديل، كاليفورنيا.
اشتهر لويد بعمله كممثل شاب في أدوار مثل تشارلي كالفين في ثلاثية أفلام ديزني سانتا كلوز ومتابعة سلسلة سانتا كلوز ، بالإضافة إلى "ليتل جون" وارنر في المسلسل التلفزيوني على شبكة إن بي سي جيسي وكايل غرانت في دونستون تسجيلات الوصول.

## حياته المهنية
بدأت مسيرته التليفزيونية عندما كان عمره ما بين سنتين وخمس سنوات حيث تم اختياره كشاب كيفن أرنولد (فريد سافاج) في حلقات The Wonder Years.

## وصلات خارجية
- اريك لويد على موقع IMDb (الإنجليزية)
- اريك لويد على موقع ألو سيني (الفرنسية)
- اريك لويد على موقع أول موفي (الإنجليزية)
- اريك لويد على موقع قاعدة بيانات الأفلام السويدية (السويدية)
- اريك لويد على موقع إن إن دي بي (الإنجليزية)
- اريك لويد على موقع قاعدة بيانات الفيلم (الإنجليزية)
- اريك لويد على موقع كينوبويسك (الروسية)